# Glasflügel H-101

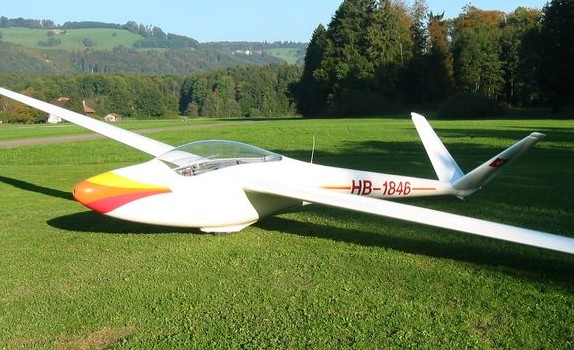
H-101 Salto

Der H-101 Salto ist ein Segelflugzeug. Es wurde von Ursula Hänle entworfen, der damaligen Ehefrau des Schöpfers der Glasflügel-Flugzeuge, Eugen Hänle. Der Erstflug war am 6. März 1970. Der H-101 Salto wurde hauptsächlich für den Segelkunstflug gebaut, ist aber wegen seiner vergleichsweise guten Gleitzahl auch für den Streckenflug geeignet.

## Entwicklungsgeschichte
Die Entwicklung des Salto reicht bis ins Jahr 1948 und einem Flugzeugentwurf von Wolfgang und Ulrich Hütter zurück, die bei Wolf Hirth unter anderem für die Entwicklung der berühmten Minimoa verantwortlich waren. Basis der Salto-Entwicklung bildet die Hütter H-30, die sehr deutliche optische Ähnlichkeiten mit dem Salto bzw. der H-301 Libelle aufweist.
Ziel der Gebrüder Hütter bei der Entwicklung der H-30 war es, ein besonders leichtes Segelflugzeug in Holzbauweise herzustellen. Wegen Festigkeitsproblemen musste dieser Plan allerdings verworfen werden. Erst eine Kooperation von Ulrich Hütter und Eugen Hänle schien eine Realisierung des Projektes in greifbare Nähe rücken zu lassen. Da die beiden gemeinsam Erfahrungen im Umgang mit GFK gesammelt hatten, wollten sie diese in den Segelflugzeugbau einfließen lassen.
Die H-30 wurde daraufhin in GFK-Balsa-Sandwich-Bauweise neu konzipiert und anschließend in den ersten sechs Ehejahren von Ursula und Eugen Hänle zunächst in Küche und Flur des eigenen Hauses und später in einer Werkstatt hergestellt.
Parallel zur Fertigung und Entwicklung der H-30 bauten Hütter und Hänle die Firma Glasflügel auf. Aus den Erfahrungen mit der H-30 entstanden Flugzeuge wie die Glasflügel Libelle und später auch der Salto, wobei dieser die deutlichsten Ähnlichkeiten mit der H-30 aufweist.
Ab 1970 baute Ursula Hänle gemeinsam mit Wolfgang Hütter in ihrer neuen Firma „Start + Flug GmbH Saulgau“ den Salto bis 1977 in Serie, wobei 67 Exemplare entstanden. Weitere fünf wurden in den Jahren 1993 bis 1996 bei LTB Frank & Waldenberger gefertigt, wodurch sich die Gesamtproduktion auf 72 Exemplare beläuft.
Im Jahre 2007 übergab Ursula Hänle die Musterbetreuung an das Salto-Serviceteam.

## Technik

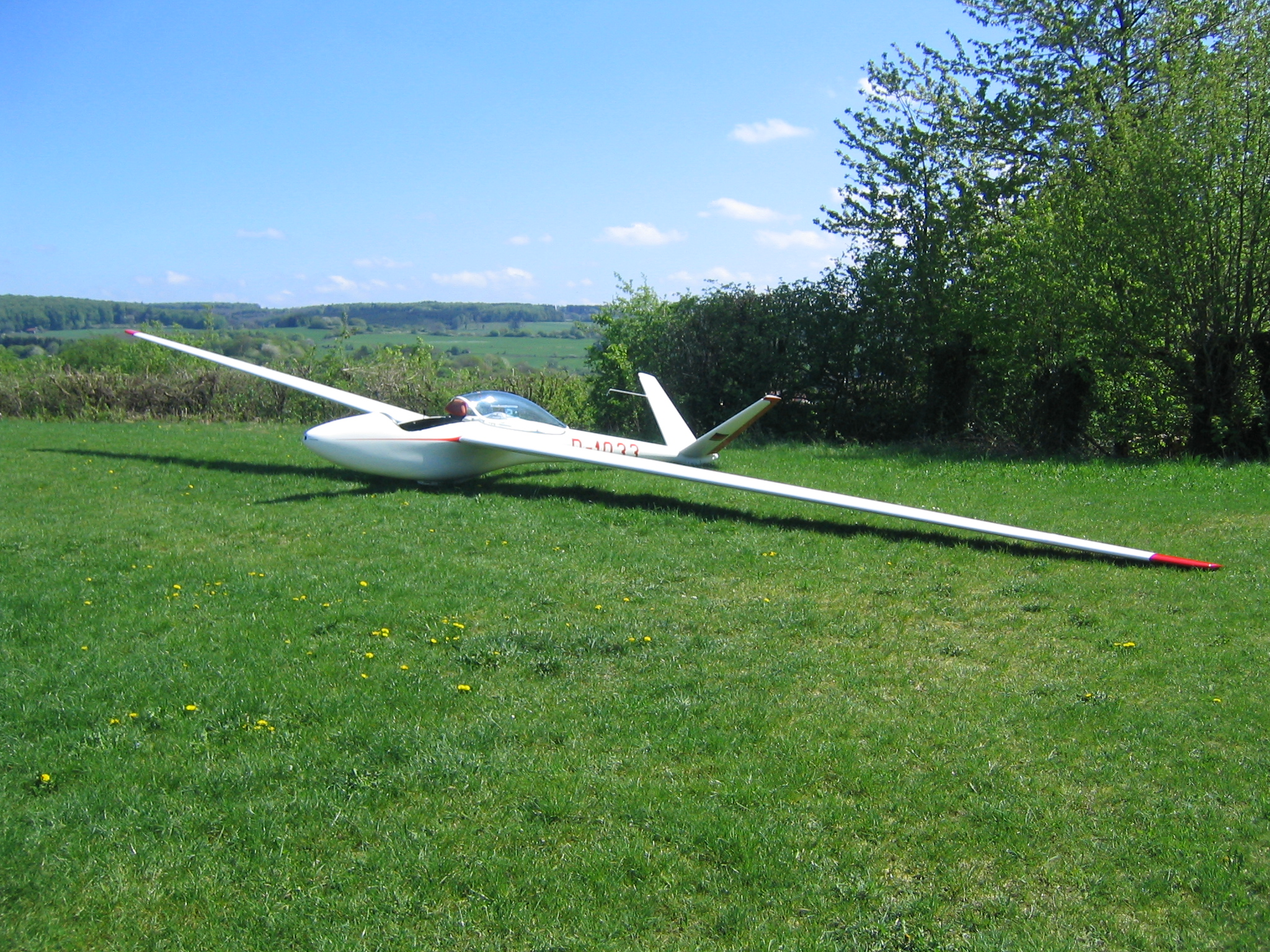
H-101 Salto mit speziellem Haubenöffnungsmechanismus (Schiebehaube), Werknummer 18, Baujahr 1972

Zunächst wurde der Salto mit nur 13,6 m Flügelspannweite hauptsächlich für den Kunstflug entwickelt und gebaut. Die Tragflächen der „Standard-Libelle“ wurden für diesen Zweck im Bereich der Flügelwurzel verkürzt und im Salto eingesetzt. Um den besonderen Anforderungen des Kunstfluges gerecht zu werden, erhielt der Salto einen Hilfsholm sowie verstärkte Holmgurte. Bei der Konstruktion wurde auf die üblichen überlappenden Holmstummel verzichtet und das Flugzeug mit einem tragenden Holmkasten ausgestattet. Die üblichen Schempp-Hirth-Bremsklappen wurden durch Hinterkantendrehbremsklappen ersetzt. Diese sind insbesondere bei hohen Geschwindigkeiten, wie sie beim Kunstflug vorkommen können, gutmütiger in ihrer Wirkung auf das Segelflugzeug.
Die Sinkrate, die durch diese Klappen hervorgerufen wird, ist allerdings als eher mäßig zu betrachten, weshalb der Salto alsbald mit einem Bremsschirm versehen wurde.
Einige Flugzeuge wurden mit Hilfe von Ansteckflügeln auf eine Spannweite von 15 m bzw. 15,5 m erweitert, was die Gleitleistung des Saltos deutlich verbessert (~1:37 anstatt 1:34). Dadurch kann der Salto noch heute in der Clubklasse als Wettbewerbsflugzeug eingesetzt werden.

## Besonderheiten

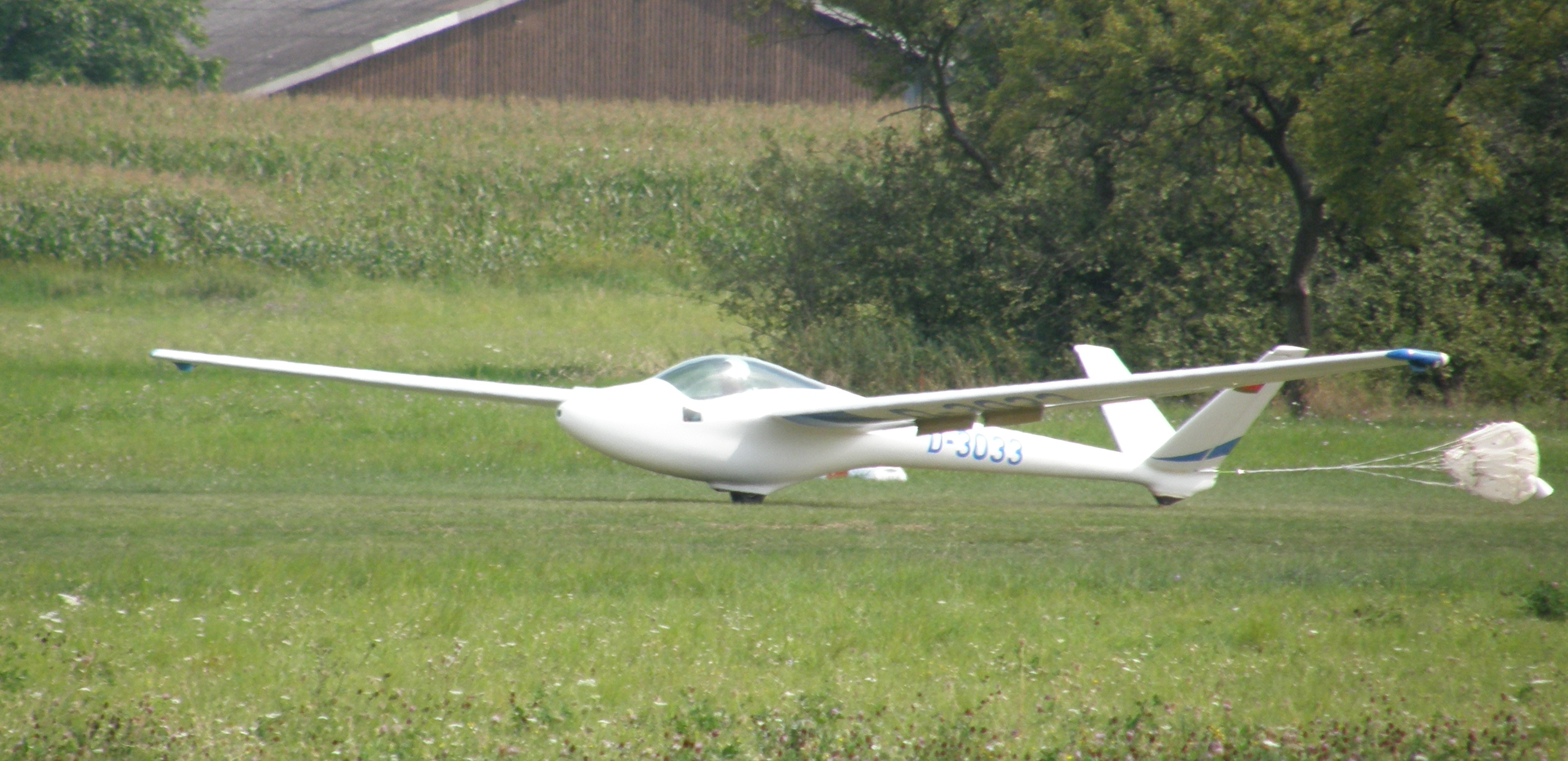
Salto bei der Landung mit teilweise entfaltetem Bremsschirm und ausgefahrenen Hinterkantenklappen

- Der Salto verfügt über ein V-Leitwerk, was das Flugzeug sofort unter anderen Segelflugzeugen auffallen lässt.
- Das Flugzeug ist standardmäßig mit automatischen Ruderanschlüssen versehen, was im Jahre 1970 keineswegs selbstverständlich war.
- Weiter sind die Hinterkanten-Drehbremsklappen auffällig, da auch sie sich von den heute üblichen doppelstöckigen Schempp-Hirth-Bremsklappen unterscheiden. Da diese Hinterkantenklappen allerdings nur für mäßiges Sinken im Landeanflug sorgen, versah die Konstrukteurin Ursula Hänle den Salto mit einem Bremsschirm.
- Auffällig ist auch die aufwändig geformte Haube, die dem Piloten eine hervorragende Rundumsicht verleiht.
- Da beim Flugzeugbau in Verbundfaserbauweise der Formenbau der aufwendigste und teuerste Teil ist, bediente sich Frau Hänle auch hier eines Kunstgriffs: Die jeweils gegenüberliegenden Schalen des Leitwerks (links-unten/rechts-oben und umgekehrt) wurden jeweils in der identischen Form gefertigt. Dies ist bei einem nicht tragenden V-Leitwerk aerodynamisch sinnvoll und kosteneffizient.
- Durch den tragenden Holmkasten kann jede Tragfläche für sich montiert werden und sobald eine Tragfläche montiert ist, das Flugzeug auf dieser ablegen. Diese Tatsache sorgt in Segelfliegerkreisen immer wieder für Verwirrung, da dies bei kaum einem anderen Flugzeug möglich ist. Andere Segelflugzeuge würden durch ein derartiges Vorgehen bei der Montage Schaden nehmen.
- Der Hersteller des Flugzeuges ist laut Eintragungsschein des Luftfahrt-Bundesamtes die Firma „Start + Flug, Saulgau“, dennoch wird der Leser des Flug- und Betriebshandbuchs als Teil der Gemeinde der „Glasbeflügelten“ begrüßt. (Zitat: „Wir freuen uns, Sie in der Gemeinde der Glasbeflügelten begrüßen zu dürfen und wünschen Ihnen und uns, daß Ihre Erwartungen voll erfüllt werden.“) Dies deutet auf die Zugehörigkeit des Flugzeuges zur Flugzeugfamilie der Glasflügel Segelflugzeugbau GmbH hin.

## Technische Daten
| Kenngröße                 | Daten                                     |
| ------------------------- | ----------------------------------------- |
| Länge                     | 5,95 m                                    |
| Spannweite                | 13,6 m (15 m; 15,5 m)                     |
| Flügelfläche              | 8,58 m² (9,14 m²)                         |
| Profil                    | Wortmann FX 66-17 All-182                 |
| Leermasse (Akro)          | 182 kg                                    |
| max. Startmasse (Akro)    | 280 kg                                    |
| Flächenbelastung          | 32,6 kg/m²                                |
| Gleitzahl                 | 34 (≈37) bei 90 km/h                      |
| Geringstes Sinken         | 0,6 m/s bei 68 km/h und 240 kg Startmasse |
| Höchstgeschwindigkeit vNE | 280 km/h (250 km/h)                       |
| Manövergeschwindigkeit vA | 160 km/h                                  |
| Mindestgeschwindigkeit vS | 67 km/h bei 240 kg Startmasse             |
| Lastvielfache             | +7,0/−5,0g                                |